# Let's Dance 2007
Let's Dance 2007 var den andra säsongen av TV-programmet Let's Dance som sändes i TV 4. Detta år bestod programmet av tolv avsnitt. Programledare var liksom året innan David Hellenius och Agneta Sjödin. Vinnare denna säsong blev slutligen Martin Lidberg och Cecilia Ehrling. Vinnarna denna säsong fick representera Sverige i Eurovision Dance Contest 2007
Av de ursprungliga deltagarna tvingades Markoolio hoppa av programmet några veckor innan det skulle sätta igång på grund av ett benbrott, och ersattes av Tobias Blom. Emil Forselius valde att lämna programmet före starten, och hans plats fylldes av komikern Mårten Andersson.
I TV4 Plus sändes Let's Dance Plus, under ledning av en av den föregående säsongens finalister; Anna Book.

## Deltagare
- Anna Sahlin och Tobias Karlsson
- Birgitte Söndergaard och Johan Andersson
- Ebba Hultkvist och Jonathan Näslund
- Erica Johansson och Daniel da Silva
- Harald Treutiger och Maria Karlsson
- Lasse Brandeby och Ann Lähdet
- Malou von Sivers och Björn Törnblom
- Martin Lidberg och Cecilia Ehrling
- Mårten Andersson och Helena Fransson
- Patrick Ekwall och Carin da Silva
- Tobias Blom och Annika Sjöö
- Yvonne Ryding och Tobias Wallin

## Summa jurypoäng
| Par                  | Plats | 1  | 2  | 1+2 | 3  | 4  | 5  | 6  | 7  | 8  | 9  | 10 | 11       | 12           |
| -------------------- | ----- | -- | -- | --- | -- | -- | -- | -- | -- | -- | -- | -- | -------- | ------------ |
| Martin och Cecilia   | 1     | 14 | 21 | 35  | 29 | 18 | 20 | 29 | 29 | 36 | 35 | 38 | 29+37=66 | 40+34+39=113 |
| Tobbe och Annika     | 2     | 19 | 23 | 42  | 25 | 23 | 37 | 28 | 31 | 20 | 34 | 40 | 35+28=63 | 35+39+37=111 |
| Erica och Daniel     | 3     | 22 | 24 | 46  | 25 | 32 | 23 | 35 | 32 | 30 | 40 | 31 | 35+35=70 |              |
| Lasse och Ann        | 4     | 8  | 9  | 17  | 18 | 13 | 15 | 7  | 10 | 4  | 17 | 9  |          |              |
| Ebba och Jonathan    | 5     | 13 | 28 | 41  | 19 | 16 | 23 | 32 | 31 | 36 | 29 |    |          |              |
| Anna och Tobias K.   | 6     | 27 | 19 | 46  | 27 | 25 | 39 | 24 | 34 | 27 |    |    |          |              |
| Yvonne och Tobias W. | 7     | 20 | 18 | 38  | 19 | 26 | 29 | 35 | 24 |    |    |    |          |              |
| Harald och Maria     | 8     | 23 | 20 | 43  | 28 | 20 | 24 | 26 |    |    |    |    |          |              |
| Patrick och Carin    | 9     | 15 | 19 | 34  | 22 | 19 | 21 |    |    |    |    |    |          |              |
| Malou och Björn      | 10    | 20 | 16 | 36  | 16 | 15 |    |    |    |    |    |    |          |              |
| Mårten och Helena    | 11    | 24 | 20 | 44  | 17 |    |    |    |    |    |    |    |          |              |
| Birgitte och Johan   | 12    | 15 | 19 | 34  |    |    |    |    |    |    |    |    |          |              |

Röda sriffor paret som fick lägst antal poäng från juryn den veckan.
Gröna sriffor  paret som fick högst antal poäng från juryn den veckan.
     paret som blev utslagna från tävlingen.
     de två paren som fick lägst jurypoäng samt tittarröster.
     vinnande paret.
     paret som kom på andra plats.

## Program 1
- Tobbe Blom och Annika Sjöö - Cha-Cha-Cha
- Ebba Hultkvist och Jonathan Näslund - Vals
- Martin Lidberg och Cecilia Ehrling - Cha-Cha-Cha
- Yvonne Ryding och Tobias Wallin - Vals
- Patrick Ekwall och Carin da Silva - Cha-Cha-Cha
- Mårten Andersson och Helena Fransson - Vals
- Lasse Brandeby och Ann Lähdet - Vals
- Erica Johansson och Daniel da Silva - Cha-Cha-Cha
- Birgitte Söndergaard och Johan Andersson - Cha-Cha-Cha
- Harald Treutiger och Maria Karlsson - Vals
- Anna Sahlin och Tobias Karlsson - Cha-Cha-Cha
- Malou von Sivers och Björn Törnblom - Vals

Placering
- 1. Anna och Tobias     27
- 2. Mårten och Helena   24
- 3. Harald och Maria    23
- 4. Erica och Daniel    22
- 5. Malou och Björn     20
- 5. Yvonne och Tobias   20
- 7. Tobbe och Annika    19
- 8. Patrick och  Carin   15
- 8. Birgitte och Johan  15
- 10. Martin och Cecilia 14
- 11. Ebba och Jonathan  13
- 12. Lasse och Ann      8

## Program 2
- Anna Sahlin och Tobias Karlsson - Quickstep
- Harald Treutiger och Maria Karlsson - Rumba
- Erica Johansson och Daniel da Silva - Quickstep
- Mårten Andersson och Helena Fransson - Rumba
- Birgitte Söndergaard och Johan Andersson - Quickstep
- Malou von Sivers och Björn Törnblom - Rumba
- Tobbe Blom och Annika Sjöö - Quickstep
- Ebba Hultkvist och Jonathan Näslund - Rumba
- Patrick Ekwall och Carin da Silva - Quickstep
- Yvonne Ryding och Tobias Wallin - Rumba
- Martin Lidberg och Cecilia Ehrling - Quickstep
- Lasse Brandeby och Ann Lähdet - Rumba

Utröstningen
- Birgitte Söndergaard och Johan Andersson, UTRÖSTAD
- Lasse Brandeby och Ann Lähdet,

Placering
- 1. Ebba och Jonathan  28
- 2. Erica och Daniel   24
- 3. Tobbe och Annika   23
- 4. Martin och Cecilia 21
- 5. Harald och Maria   20
- 5. Mårten och Helena  20
- 7. Anna och Tobias    19
- 7. Birgitte och Johan 19
- 7. Patrick och Carin  19
- 10. Yvonne och Tobias 18
- 11. Malou och Björn   16
- 12. Lasse och Ann     9

## Program 3
- Erica Johansson och Daniel da Silva - Jive
- Yvonne Ryding och Tobias Wallin - Tango
- Lasse Brandeby och Ann Lähdet - Tango
- Tobbe Blom och Annika Sjöö - Jive
- Malou von Sivers och Björn Törnblom - Tango
- Martin Lidberg och Cecilia Ehrling - Jive
- Harald Treutiger och Maria Karlsson - Tango
- Anna Sahlin och Tobias Karlsson - Jive
- Mårten Andersson och Helena Fransson - Tango
- Patrick Ekwall och Carin da Silva - Jive
- Ebba Hultkvist och Jonathan Näslund - Tango

Utröstningen
- Mårten Andersson och Helena Fransson, UTRÖSTAD
- Lasse Brandeby och Ann Lähdet,

Placering
- 1. Martin och Cecilia 29
- 2. Harald och Maria   28
- 3. Anna och Tobias    27
- 4. Erica och Daniel   25
- 4. Tobbe och Annika   25
- 6. Patrick och Carin  22
- 7. Yvonne och Tobias  19
- 7. Ebba och Jonathan  19
- 9. Lasse och Ann      18
- 10. Mårten och Helena 17
- 11. Malou och Björn   16

Årets vinnare blev Martin Lidberg och Cecilia Ehrling